# Maisoncelles-du-Maine
Maisoncelles-du-Maine é uma comuna francesa na região administrativa da Pays de la Loire, no departamento de Mayenne. Estende-se por uma área de 15,83 km². Em 2010 a comuna tinha 528 habitantes (densidade: 33,4 hab./km²).